# Michał Znicz

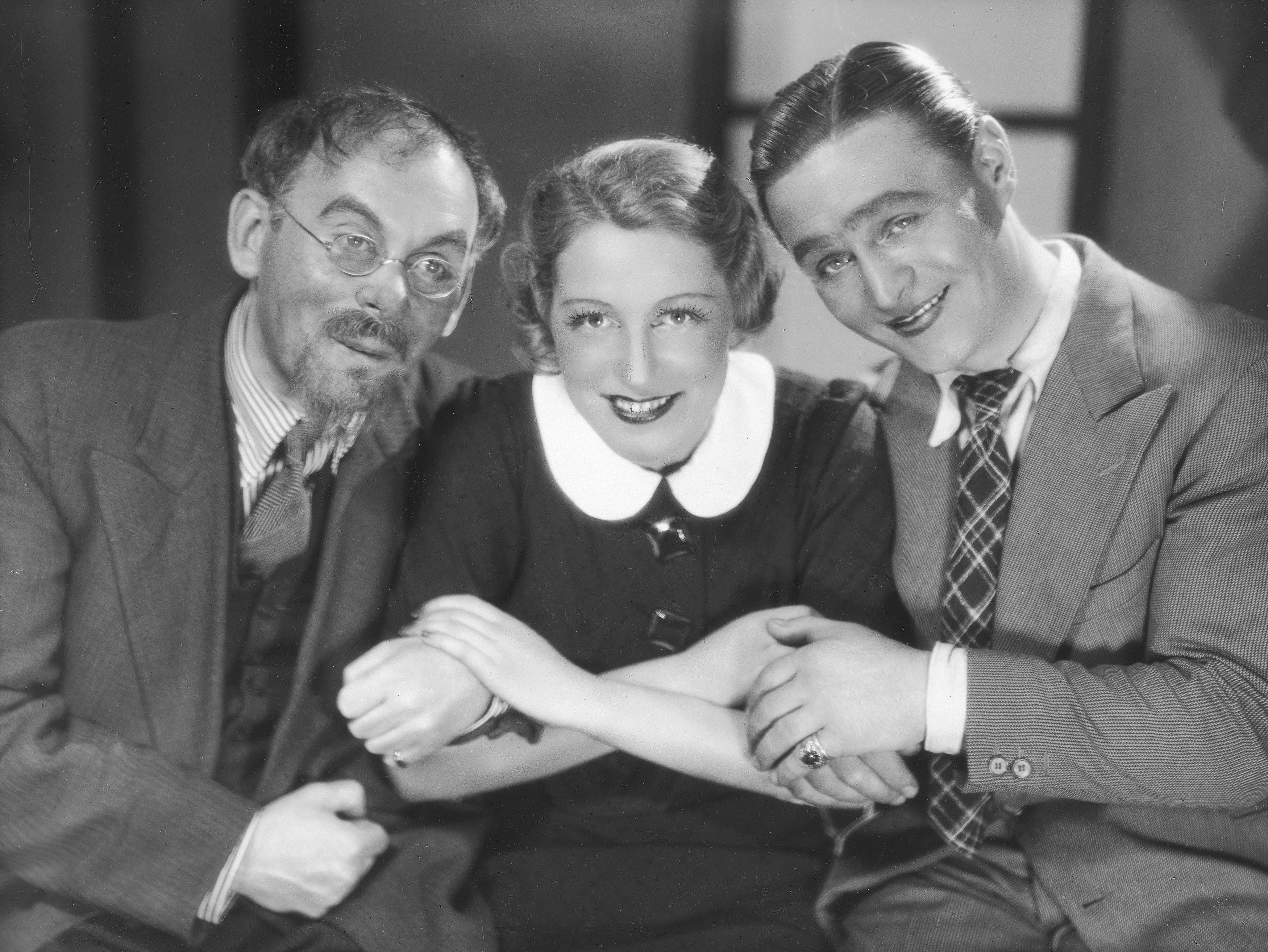
Scena z wodewilu satyrycznego „Kariera Alfa Omegi” w teatrzyku Cyrulik Warszawski (1936). Od lewej: Michał Znicz, Janina Brochwiczówna i Adolf Dymsza.

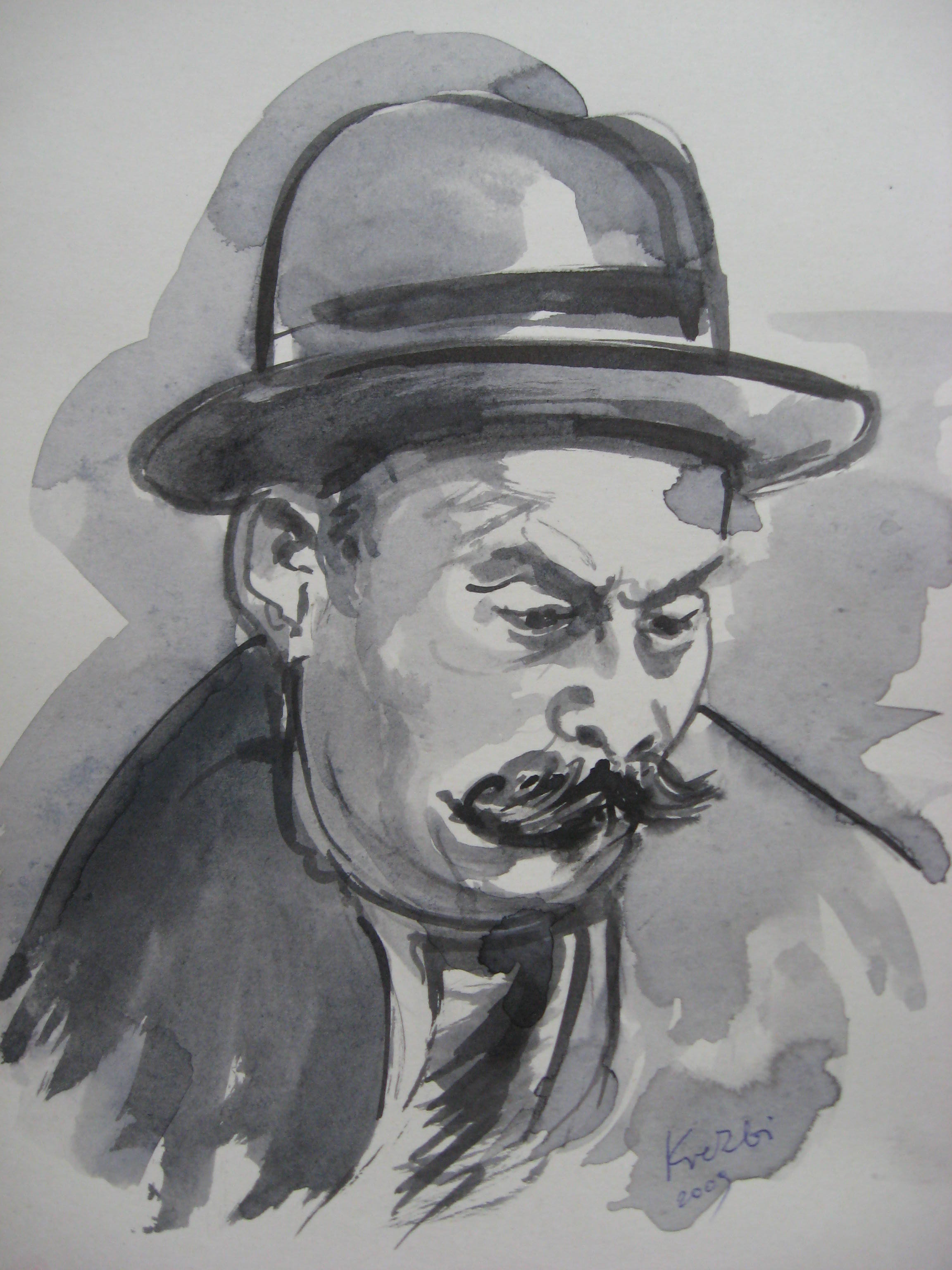
Michał Znicz, rys. Zbigniew Kresowaty

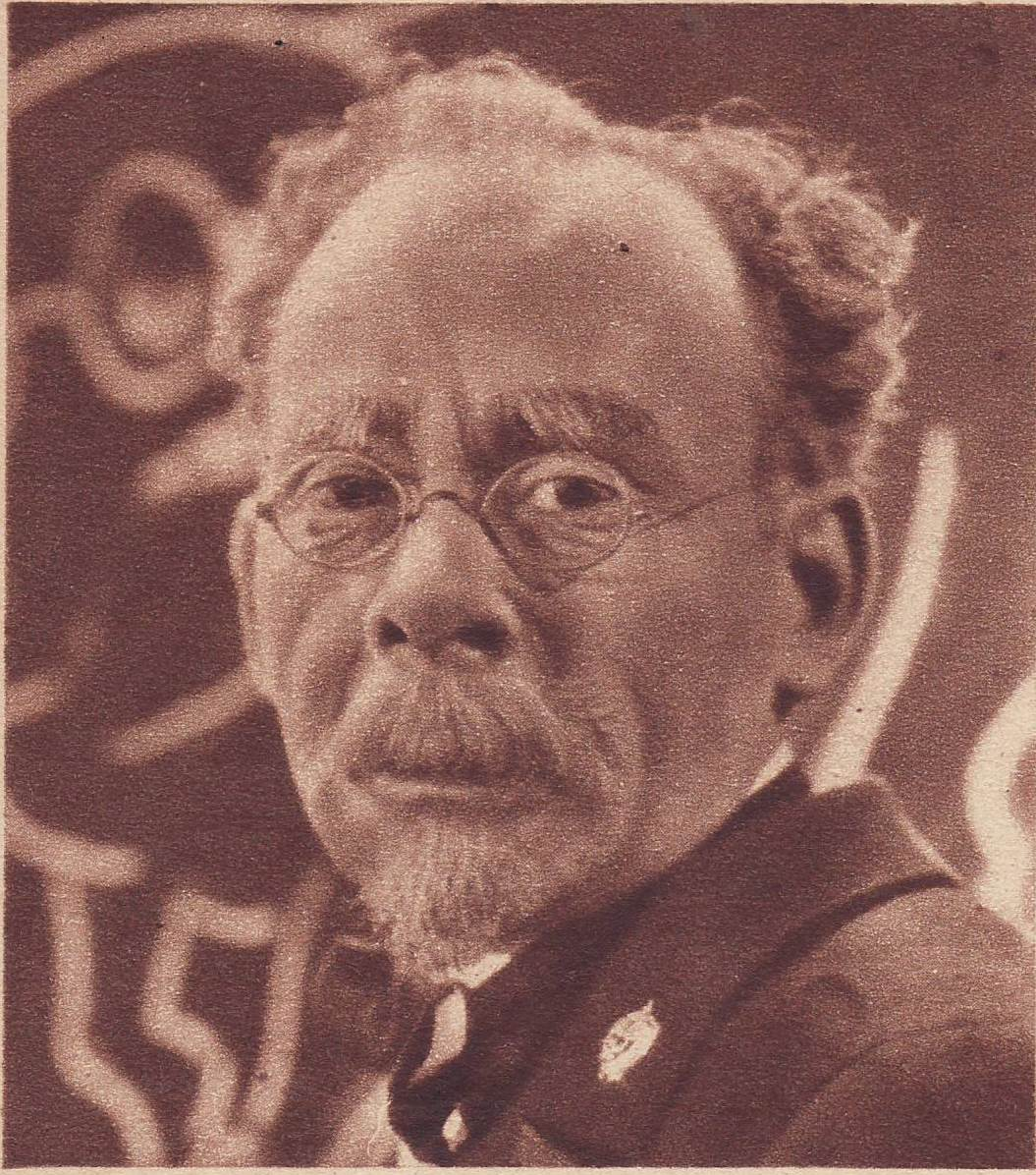
Michał Znicz

Michał Znicz, właśc. Michał Fajertak, Feiertag (ur. 8 września 1895 w Działoszycach, zm. 24 grudnia 1943 w Pruszkowie) – polski aktor.

## Życiorys
Urodził się w rodzinie Józefa Fajertaka, kupca i księgowego, i Estery Ewy Rubinsztajn. Miał brata Stanisława Znicza (1901–1943), śpiewaka rewiowego i operowego. Powołany do wojska rosyjskiego brał udział w I wojnie światowej i dostał się do niewoli niemieckiej. W obozie jenieckim Neuhammer zainicjował powstanie amatorskiego teatru dla polskich żołnierzy, w którym też występował jako recytator i aktor. Po trzech latach odzyskał wolność i przyjechał do Warszawy.
Jako aktor zadebiutował 16 lutego 1918 roku w warszawskim teatrze „Sfinks”, wykonując monolog Wariat Nikołaja Gogola. W okresie dwudziestolecia międzywojennego występował w warszawskich teatrach rewiowych i dramatycznych. Grał m.in. w „Qui Pro Quo”, „Stańczyku”, „Cyruliku Warszawskim”, „Wielkiej Rewii”, „Niebieskim Młynie”. Przez 10 lat występował w teatrach poza Warszawą: w Łodzi (1923–1925, 1927–29 i 1931–1932 - Teatr Miejski), Krakowie (1925–1926 - Teatr im. Słowackiego) i Lwowie (1929–1930 - Teatr Rozmaitości). Po powrocie w 1933 roku do Warszawy otrzymał stały angaż w Teatrze Kameralnym. Grał także na deskach teatrów: Narodowy, Nowy, Letni i TKKT (1935–1938).
Występował również w wielu polskich filmach, jednak zazwyczaj były to role charakterystyczne lub drugoplanowe. Jego filmowym debiutem była niema produkcja „Cud nad Wisłą” z 1921 roku.
W czasie okupacji znalazł się w warszawskim getcie, gdzie brał udział w organizowanych przedstawieniach. Należał do solistów operetki „Femina”, występował w teatrze Marka Ornsztajna, Teatrzyku „Na Pięterku”, Nowym Teatrze Kameralnym, był konferansjerem na 1. recitalu Wiery Gran w getcie. Cierpiał na depresję i przestał występować na scenie. W 1942 roku jego żona, aktorka Janina Morska zdobyła fałszywe dokumenty i wyciągnęła męża z getta. Pod zmienionym nazwiskiem ukrywał się w Pruszkowie, gdzie zmarł w wigilię Bożego Narodzenia 1943 roku, w niewyjaśnionych okolicznościach. Jedna z wersji głosi, że popełnił samobójstwo w willi w Wołominie (Leon Schiller w jednym ze swoich listów napisał, że aktor się powiesił, kiedy uciekł z getta) – inna, że został zadenuncjowany. W niektórych źródłach można znaleźć nieprawdziwą informację, jakoby w 1942 roku zginął w czasie akcji likwidacyjnej w otwockim szpitalu Zofiówka, w ramach nazistowskiego programu likwidacji osób psychicznie chorych. Został pochowany pod nazwiskiem Arnold Szubert na cmentarzu na Żbikowie (kwatera O-49). Janina Morska przed swoją śmiercią w 1966 roku wymieniła tablicę z inskrypcją na grobie męża: Michał Znicz artysta dramatyczny zmarł dn. 24 XII 1943 Najlepszemu mężowi żona. Jego grób odnaleziono w 2020 roku i krótko później został zlikwidowany.  
Jego pasją była piłka nożna i psy.

## Filmografia
Przed laty pisano o nim:

„Z upodobaniem grywał role serio. Udawały mu się zwłaszcza te, które są jakby przejściem od ról komicznych do poważniejszych”.

Aktor Kazimierz Krukowski (Lopek) tak o nim mówił:

„Był na scenie – dodam także na ekranie – arcyludzko wzruszający i prosty w rolach małego nieszczęśliwego człowieka, wyrzuconego nie wiadomo za co poza nawias wszystkiego, co ukochał, brutalnie zdeptanego przez życie i złych ludzi”.

| Data premiery | Tytuł filmu                   | Rola                                                             |
| ------------- | ----------------------------- | ---------------------------------------------------------------- |
| 1940          | Żołnierz królowej Madagaskaru | Mazurkiewicz                                                     |
| 1939          | Kłamstwo Krystyny             | Olak, ojciec Krystyny                                            |
| 1938          | Zapomniana melodia            | profesor Frankiewicz, stryj Stefana                              |
| 1938          | Robert i Bertrand             | baron Dobkiewicz                                                 |
| 1938          | Druga młodość                 | lokaj Klaudiusz                                                  |
| 1938          | Krwawa rosa                   | torturowana ofiara                                               |
| 1937          | Skłamałam                     | Galewicz                                                         |
| 1937          | Parada Warszawy               | –                                                                |
| 1937          | Pani minister tańczy          | lider opozycyjnego stronnictwa                                   |
| 1937          | Niedorajda                    | Rowek                                                            |
| 1937          | Dyplomatyczna żona            | dyrektor teatru                                                  |
| 1936          | Tajemnica panny Brinx         | detektyw Bielecki                                                |
| 1936          | Róża                          | Anzelm                                                           |
| 1936          | Pan Twardowski                | sędzia                                                           |
| 1936          | Jego wielka miłość            | aktor Szypułko                                                   |
| 1936          | Jadzia                        | Królik, dyrektor firmy Oksza                                     |
| 1936          | Dodek na froncie              | porucznik Duszkin                                                |
| 1936          | Bolek i Lolek                 | profesor śpiewu Morini                                           |
| 1936          | Amerykańska awantura          | Stanisław Skuła                                                  |
| 1935          | Panienka z poste restante     | przemysłowiec Smith                                              |
| 1935          | Nie miała baba kłopotu        | krawiec                                                          |
| 1935          | Kochaj tylko mnie             | dyrektor teatru                                                  |
| 1935          | Dwie Joasie                   | Hilary Cicherkiewicz, pracownik kancelarii mecenasa Rostalskiego |
| 1934          | Pieśniarz Warszawy            | Eustachy, stryj Juliana                                          |
| 1934          | Młody las                     | profesor francuskiego                                            |
| 1934          | Kocha, lubi, szanuje          | aptekarz                                                         |
| 1934          | Czarna perła                  | Krzysztof                                                        |
| 1934          | Co mój mąż robi w nocy…       | przemysłowiec Roman Tarski                                       |
| 1921          | Cud nad Wisłą                 | Aktor                                                            |

## Spektakle teatralne
- 1920 – Minister z Warszawy, „Qui Pro Quo”
- 1935 – Pod włos, „Cyrulik Warszawski”
- 1935 – Muzyka na ulicy, „Teatr Letni w Warszawie”
- 1936 – Kariera Alfa Omegi, „Cyrulik Warszawski”
- 1937 – Król na jedną noc, „Wielka Rewia”
- 1937 – Podróż poślubna, „Wielka Rewia”
- 1937 – Król włóczęgów, „Teatr Letni”
- 1937 – Manewry jesienne
- 1937 – Książę Szirasu, „Teatr Letni”